# Munella danteci
Munella danteci là một loài chân đều trong họ Haplomunnidae. Loài này được Bonnier miêu tả khoa học năm 1896.